# 達德利科納斯 (馬里蘭州)
達德利科納斯（英語：Dudley Corners）是位於美國馬里蘭州安妮女王縣的一個非建制地區。

## 地理
達德利科納斯所處的海拔為高於海平面12米（即39英呎），而該地所採用的時區為UTC-5，即北美东部時區（EST）。同時該地設有夏令時間，為UTC-5調快一小時，即UTC-4（EDT）。